# Otto Dlabola
Otto Dlabola (* 13. Dezember 1973 in Jaroměř) ist ein tschechischer Eiskunstlauftrainer und ehemaliger Eiskunstläufer, der im Paarlauf startete.
Otto Dlabolas langjährige Eiskunstlaufpartnerin war Kateřina Beránková. Mit ihr lief er von 1998 bis zum Ende seiner Karriere 2004. Das Paar nahm zweimal an Olympischen Winterspielen teil. Zuvor war Dlabola bereits zwei Jahre lang mit Veronika Joukalová gestartet.
Heute betreut er als Trainer die Paare Alexandra Herbriková / Alexandr Kaboew und Klára Kadlecová / Petr Bidař

## Ergebnisse (Auswahl)
falls nichts anderes angegeben: mit Kateřina Beránková
| Wettbewerb / Jahr              | 1994/95 | 1995/96 | 1996/97 | 1997/98 | 1998/99 | 1999/2000 | 2000/01 | 2001/02 | 2002/03 | 2003/04 |
| ------------------------------ | ------- | ------- | ------- | ------- | ------- | --------- | ------- | ------- | ------- | ------- |
| Olympische Winterspiele        |         |         |         | 15.     |         |           |         | 8.      |         |         |
| Weltmeisterschaften            | Z*      | 20.*    |         | 14.     | 12.     | 13.       | 12.     | 11.     | 11.     |         |
| Europameisterschaften          | 15.*    | 13.*    |         | 8.      | 7.      | 8.        |         | 5.      | 6.      | 5.      |
| Tschechische Meisterschaft     |         |         |         |         |         | 1         |         | 1.      | 1.      | 1.      |
| Grand-Prix-Wettbewerb / Saison | 1994/95 | 1995/96 | 1996/97 | 1997/98 | 1998/99 | 1999/2000 | 2000/01 | 2001/02 | 2002/03 | 2003/04 |
| Sparkassen Cup                 |         |         |         |         |         | 9.        |         | 7.      |         |         |
| Trophée Lalique                |         |         |         |         |         |           |         |         |         | 5.      |
| Cup of Russia                  |         |         |         |         |         | 6.        |         | 8.      |         | 8.      |
| NHK Trophy                     |         |         |         |         |         |           |         |         | 6.      |         |

- Z – zurückgezogen
- * – mit Veronika Joukalová